# Comperiella karoo
Comperiella karoo är en stekelart som beskrevs av Prinsloo 1996. Comperiella karoo ingår i släktet Comperiella och familjen sköldlussteklar. Inga underarter finns listade i Catalogue of Life.